# چگونه با عشق بمیرم
چگونه با عشق بمیرم (به تامیلی: Kadhalil Sodhappuvadhu Yeppadi) یا آشفتگی در عشق فیلمی محصول سال ۲۰۱۲ و به کارگردانی بالاج موهان است. در این فیلم بازیگرانی همچون سیدارت نارایان، امالا پال ایفای نقش کرده‌اند.